# Euphorbia adiantoides
Euphorbia adiantoides är en törelväxtart som beskrevs av Jean-Baptiste de Lamarck. Euphorbia adiantoides ingår i släktet törlar, och familjen törelväxter. Inga underarter finns listade i Catalogue of Life.